# Rata de canyar
La rata de canyar (Rattus sordidus) és una espècie de mamífer rosegador de la família dels múrids que viu a Austràlia, Indonèsia i Papua Nova Guinea. El seu nom específic, sordidus, significa ‘brut’ en llatí.